# Herbert W. Roesky
Herbert Roesky, nacido en 1935, es un químico inorgánico reconocido internacionalmente. Obtuvo su doctorado en Gotinga y trabajó en la compañía DuPont en los Estados Unidos, antes de regresar a su alma mater. Actualmente es presidente de la Academia de Ciencias de Gotinga.
Herbert Roesky es principalmente conocido por su trabajo pionero en fluoruros de metales de transición y metales normales. Es también laureado del prestigioso Premio Gottfried Wilhelm Leibniz.
- Datos: Q78056
- Multimedia: Herbert Roesky / Q78056